# Ridere! Ridere! Ridere!
Ridere! Ridere! Ridere! es una película de 1954, dirigida por el cineasta Edoardo Anton. La película supuso el debut cinematográfico de la actriz Monica Vitti, protagonista de El eclipse de Antonioni.

## Trama
El señor Spinotti viaja en un tren. Pasa el revisor y pide los billetes a los usuarios. Nuestro protagonista discute con el revisor, pero poco a poco pasa a contar historias y chascarrillos a los presentes.

## Reparto
- Tino Scotti : comisario Rossi
- Ugo Tognazzi : doctor
- Carlo Dapporto : Francesco Salvo
- Sandra Mondaini : novia
- Riccardo Billi : revisor
- Mario Riva : Otello Spinotti
- Alberto Talegalli : Pignolo
- Gianni Bonos : Mimo
- Luigi Bonos : Mimo
- Vittorio Bonos : Mimo
- Paolo Panelli : novio
- Paolo Ferrari : pretendiente
- Pina Gallini : vieja
- Raffaele Pisu : Ubriaco
- Galeazzo Benti : snob
- Raimondo Vianello : paciente
- Nino Manfredi : señor que no quiere pagar
- Monica Vitti : María Teresa